# Martin Andresen
Martin Andresen (Kråkstad, Noruega, 2 de febrero de 1977) es un exfutbolista y entrenador noruego, se desempeñaba como mediocampista central.

## Clubes

### Jugador
| Club                | País       | Año         | Partidos | Goles |
| Moss FK             | Noruega    | 1995 - 1996 | 45       | 10    |
| Viking FK           | Noruega    | 1997        | 26       | 8     |
| Stabæk IF           | Noruega    | 1998 - 1999 | 52       | 16    |
| Wimbledon FC        | Inglaterra | 1999 - 2000 | 14       | 1     |
| Molde FK            | Noruega    | 2000        | 9        | 1     |
| Stabæk IF           | Noruega    | 2001 - 2003 | 87       | 16    |
| Blackburn Rovers FC | Inglaterra | 2003 - 2004 | 11       | 0     |
| SK Brann            | Noruega    | 2005 - 2007 | 64       | 11    |
| Vålerenga Fotball   | Noruega    | 2008 - 2009 | 40       | 2     |
| Follo FK            | Noruega    | 2011 - 2012 |          |       |
| Stabæk IF           | Noruega    | 2013 - 2014 | 1        | 0     |
| Sandefjord Fotball  | Noruega    | 2015 - 2016 | 3        | 0     |

### Entrenador
| Club              | País    | Año         |
| ----------------- | ------- | ----------- |
| Vålerenga Fotball | Noruega | 2009 - 2012 |

## Palmarés
Stabæk IF
- Copa de Noruega: 1998

SK Brann
- Tippeligaen: 2006-07